# Myagrus
Myagrus es un género de escarabajos longicornios de la tribu Lamiini. Se distribuye por Asia.

## Especies
- Myagrus alboplagiatus (Gahan, 1888)
- Myagrus hynesi Pascoe, 1878
- Myagrus irroratus (Heller, 1924)
- Myagrus javanicus Breuning, 1957
- Myagrus vinosus (Pascoe, 1866)